# EXILE ÜSA
EXILE ÜSA（エグザイル ウサ、1977年2月2日 - ）は、日本のダンサー。EXILEのメンバー。J Soul Brothers、RATHER UNIQUEの元メンバー。
神奈川県横浜市出身。身長177cm。血液型はAB型。妻は女優の杉ありさ。

## 略歴
横浜市立矢向中学校、神奈川県立岸根高等学校を卒業。中学の時にZOOに憧れダンスを始めた。
1994年、MATSU、MAKIDAIらとダンスチームBABY NAILを結成。
1995年、高校卒業後の夏、ニューヨークに1カ月留学。
BABY NAILとして活動する中でJapanese Soul BrothersのBOBBYに声を掛けられる。BOBBYを介してHIROと知り合い、HIROに誘われ1999年にJ Soul Brothersを結成。
2001年9月27日、J Soul Brothers改めEXILEとして始動。
2003年、RATHER UNIQUEを結成。同グループではラッパーとして活動。
2006年、自身のプロジェクトDANCE EARTHを始動。
2015年4月29日、名前の表記をUSAからÜSAに変換した。同年6月22日、MATSU、MAKIDAIと共に年内をもってパフォーマーとしての活動は引退することを発表。同年12月31日のTBS系『CDTVスペシャル! 年越しプレミアライブ 2015→2016』がパフォーマーとして最後の活動となった。

## 人物
- 小学校高学年から高校までサッカーをしていた[18]。
- お笑いタレントの桜塚やっくんは中学の同級生で、クラスとサッカー部も同じであった[5]。
- 下積み時代、お笑いコンビスピードワゴンの井戸田潤がバイトリーダーを務める酒屋でアルバイトをしていた。井戸田に、グループを結成してデビューするのでアルバイトを辞めると告げた時は止められたという[19]。それから数年後、2人はテレビ朝日の音楽番組『ミュージックステーション』で再会した[20]。

### 資格
- 2009年に小型船舶操縦士の免許を取得[21]。
- 2011年にテキーラ・マエストロの資格を取得[22]。2019年にオリジナルテキーラ「HAPPiLA」をプロデュースした[23]。

### 家族
- 姉が1人いる[24]。
- 2017年10月22日に女優の杉ありさと結婚。7年の交際期間を経て結婚に至った[4]。2019年2月に第1子男児が誕生した[25]。

## 参加グループ
- BABY NAIL（1994年 - 1998年）
- HIP HOP JUNKEEZ（1998年）[26]
- J Soul Brothers（1999年 - 2001年）
- EXILE（2001年9月27日 - ）
- RATHER UNIQUE（2003年 - 2006年9月）
- DANCE EARTH PARTY（2013年 - 2018年12月）

## 出演

### 舞台
- 劇団方南ぐみ「THE面接」（2006年6月14日 - 21日）
- 劇団EXILE 第一回公演「太陽に灼かれて」（2007年9月20日 - 10月8日） - タクヤ 役
- 劇団EXILE 第二回公演「CROWN 〜眠らない、夜の果てに…」（2008年5月16日 - 26日） - 主演・ジュウユウ 役
- Tragic Situation Theater 蛇姫様 -わが心の奈蛇-（2009年2月5日 - 15日、2月26日 - 3月1日） - 主演・伝次、権八 役
- 劇団EXILE 第四回公演「DANCE EARTH 〜願い〜」（2010年5月2日 - 19日） - 主演・ユウ 役
- DANCE EARTH ～生命の鼓動～（2013年2月1日 - 23日） - ピエロ 役
- DANCE EARTH PROJECT グローバルダンスエンターテインメント「Changes」（2014年5月） - オオヤビ 役

### 映画
- 京都太秦物語（2010年） - 主演・梁瀬康太 役
- DANCE EARTH -BEAT TRIP-（2013年）

### テレビ番組
- 週刊EXILE（2010年1月 - 12月、TBS） - MC
- Eダンスアカデミー（2012年8月 - 2022年3月、NHK Eテレ） - 主任講師[27]
- ZIP!「あさダンス体操」（2013年7月 - 8月、日本テレビ）
- 熱血! Danceアカデミー（2013年10月12日[28]、12月15日[29]、2014年3月30日[30]、7月13日[31]、テレビ東京） - ダンス講師
- EXILE USA DANCE EARTH CHANNEL （2014年11月 - 2015年10月、CSダンスチャンネル）[32]
- 地球バス紀行（2015年4月 - 2016年3月、BS-TBS） - ナレーション

### CM
- リクルート「ホットペッパー グルメ」（2011年11月 - ）
- GREE「聖戦ケルベロス」（2012年）
- 富士通「ARROWS」（2012年7月 - ）
- 久光製薬「エアーサロンパス」（2013年）[33]
- 洋服の青山（2015年）

### ラジオ
- Evolution D（2006年 - 2007年、InterFM）
- BLACK room（2008年、InterFM）

### 声優
- エグザムライ（2008年） - USA 役

### ミュージックビデオ
- EXILE「願い」（2010年）
- RED DIAMOND DOGS 「RED SOUL BLUE DRAGON」（2018年）[34]
- 木梨憲武「GG STAND UP!! feat. 松本孝弘」（2019年）[35]
- EXILE ATSUSHI 「You Own My Heart」（2023年）[36]

### 雑誌連載
- ソトコト（2013年9月号  - 不明、木楽舎）

### その他
- DVD&BOOK「DANCE with EXILE Vol.1〜EXILEと一緒にDVDで踊ろう!〜」（2014年）[37]
- ふるさと祭り東京 〜日本のまつり・故郷の味〜 ナビゲーター（2014年 - ）[38][39]
- Netflixオリジナルドラマ「ゲットダウン」ジャパン・アンバサダー（2016年）[40]
- テキーラPR大使（2017年 - ）[41]
- 国連WFP サポーター（2018年 - ）[42]
  - 国連WFP協会「ゼロハンガーチャレンジ〜食品ロス×飢餓ゼロ〜」キャンペーンアンバサダー（2020年）[43]
- 100歳時代プロジェクト アドバイザー（2018年 - ）[44]
- スポーツ庁「FUN+WALK PROJECT」アンバサダー（2018年10月 - ）[45]
- メキシコ観光総合情報サイト「VISIT MEXICO」日本語版 活動サポーター（2022年）[13]

## 作品

### 作詞
- DANCE EARTH PARTY「イノチノリズム」（2013年）
- DANCE EARTH PARTY「PEACE SUNSHINE」（2014年）

### 書籍
- キズナ（2016年、幻冬舎）ISBN 978-4344028760
- マンガでマスター ストリートダンス教室（2017年、ポプラ社）監修[46] ISBN 978-4-591-15162-4
- NEO ZIPANG（2019年、A-Works）共著・高橋歩 ISBN 978-4902256864

## プロデュース
振り付け
- GENERATIONS from EXILE TRIBE「HELLO! HALO! (feat. DANCEARTH)」（2021年）[47]

## ライブ・イベント

### ファンクラブイベント
- BABY NAIL FAN MEETING 2018「ベビネとファンミ in 羽田」（2018年12月27日）[48]
- EXILE OFFICIAL FAN CLUB EVENT「ベビネのファンミ2025 〜MATSU 50th Anniversary〜」（2025年5月15日）[49]

### 参加
- EXILE LIVE TOUR 2022 "POWER OF WISH" 〜Christmas Special〜（2022年12月10日 - 12月21日）[50]